# Amara Baby
Pour les articles homonymes, voir Baby.
Amara Baby, né le 23 février 1989 au Blanc-Mesnil en France, est un footballeur international sénégalais jouant au poste de milieu de terrain. Amara Baby possède également la nationalité française.

## Biographie

### Carrière de joueur

#### En France
Amara Baby a été formé à La Berrichonne de Châteauroux, où il est arrivé en 2006 en provenance du club de la JA Drancy, à l'âge de 17 ans. Il débute avec l'équipe professionnelle le 17 avril 2009 contre le CS Sedan-Ardennes comme titulaire lors de la 32e journée du championnat. Il participe ensuite aux cinq rencontres suivantes. Pour la saison 2009-2010, il devient un membre important de l'effectif, disputant dix matchs de championnat en tant que titulaire lors de la phase aller malgré une blessure qui le tient éloigné des terrains pendant sept journées de championnat. Il marque son premier but en professionnel le 22 décembre 2009 contre l'AC Ajaccio lors de la 19e journée.
Le 23 août 2012, Amara Baby est prêté pour une saison au Mans (Ligue 2) avec option d'achat. Il est de nouveau prêté pour la saison 2013-2014 à Laval.
Il rejoint l'AJ Auxerre durant la saison 2014-2015 et y reste jusqu'en août 2015, date à laquelle son contrat est résilié après que le joueur ne se soit pas présenté à l'entraînement pendant plusieurs jours.

#### En Belgique
Le 31 août 2015, il signe pour un an, avec une année en option, au Royal Charleroi Sporting Club. Les dirigeants carolos prolongent son contrat pour trois saisons supplémentaires le 26 août 2016. Le 31 août 2018, Amara Baby quitte les Zèbres et s'engage à l'Antwerp pour deux saisons, plus une en option.
Durant sa première saison, il joue 24 matches et marque trois buts. Sa seconde saison est plus difficile : il ne joue que neuf matches de championnat et ne marque aucun but. Il participe toutefois à trois matches de la Ligue Europa et quatre matches de coupe de Belgique (où il marque un but). A la fin de la saison 2019-2020, les dirigeants anversois décident de ne pas prolonger le contrat du sénégalais
Le 8 juin 2020, Amara Baby s'engage pour une saison à l'AS Eupen. Il inscrit trois buts (dont un en coupe de Belgique) pour 27 matches joués. Insuffisant toutefois pour les dirigeants germanophones qui décident de ne pas prolonger son contrat.
Durant la période du mercato d’été suivant, Amara Baby a pris la décision de mettre un terme a sa carrière de footballeur professionnel qui lui aura permis de remporter une coupe de Belgique et de participer a une finale de coupe de France.

### Équipe nationale
Après sa saison réussie avec l'AJ Auxerre il est convoqué pour la première fois par Aliou Cissé pour le match face au Burundi comptant pour les éliminatoires de la CAN 2017. Il connait ainsi sa première sélection avec les Lions de la Téranga le 13 juin 2015, match remporté 3 buts à 1.

## Statistiques en championnat
| Année     | Équipe                 | Championnat | Matchs | Buts |
| --------- | ---------------------- | ----------- | ------ | ---- |
| 2008-2009 | LB Châteauroux         | Ligue 2     | 6      | 0    |
| 2009-2010 | LB Châteauroux         | Ligue 2     | 24     | 4    |
| 2010-2011 | LB Châteauroux         | Ligue 2     | 33     | 4    |
| 2011-2012 | LB Châteauroux         | Ligue 2     | 24     | 0    |
| 2012-2013 | Le Mans FC (prêt)      | Ligue 2     | 32     | 1    |
| 2013-2014 | Stade lavallois (prêt) | Ligue 2     | 25     | 6    |
| 2014-2015 | AJ Auxerre             | Ligue 2     | 22     | 6    |

## Palmarès
Il est vainqueur de la coupe de Belgique 2019-2020 avec l’équipe de l’Antwerp FC. Il est finaliste de la Coupe de France 2015 avec l'AJ Auxerre mais battu par le Paris SG.